# 決戰38度線
《決戰38度線》（英語：Devotion）是一部2022年美國傳記劇情片，改編自亞當·馬科斯的2015年書籍《忠誠：英雄主義、友誼、犧牲的史詩故事》（Devotion: An Epic Story of Heroism, Friendship, and Sacrifice），講述朝鮮戰爭期間海軍軍官傑西·布朗和托馬斯·哈德納之間的兄弟情誼。電影由J·D·迪拉德執導，傑克·克蘭（Jake Crane）與強納森·A·史都華（Jonathan A. Stewart）編寫改編劇本。強納森·梅傑斯飾演布朗，葛倫·鮑威爾飾演哈德納，克莉絲緹娜·傑克森（Christina Jackson）、喬·強納斯、托馬斯·薩多斯基和達倫·卡加索夫擔任配角。
《決戰38度線》2022年9月12日在多倫多國際影展上首映，2022年11月23日在美國院線上映。電影獲得影評界普遍好評，但是票房表現不佳而成為票房炸彈。

## 演員
- 強納森·梅傑斯飾演傑西·布朗（英语：Jesse L. Brown）
- 葛倫·鮑威爾飾演托馬斯·哈德納
- 克莉絲緹娜·傑克森（Christina Jackson）飾演黛西·布朗（Daisy Brown）
- 喬·強納斯飾演馬帝·古德（Marty Goode）
- 托馬斯·薩多斯基飾演迪克·切沃利（Dick Cevoli）
- 達倫·卡加索夫（英语：Daren Kagasoff）飾演比爾·柯尼格（Bill Koenig）
- 赛琳达·斯旺飾演伊丽莎白·泰勒
- 比爾·馬丁·威廉斯（Bill Martin Williams）飾演美國總統哈瑞·S·杜魯門

## 製作
2018年3月，黑标传媒在葛倫·鮑威爾的推薦下取得《忠誠：英雄主義、友誼、犧牲的史詩故事》（Devotion: An Epic Story of Heroism, Friendship, and Sacrifice）的電影改編版權，鮑威爾也承諾飾演主角之一托馬斯·哈德納。2019年12月，據報導，強納森·梅傑斯飾演傑西·布朗，J·D·迪拉德被選為導演。2020年9月，索尼影業負責美國發行，胜图娱乐則負責國際發行。2021年2月，赛琳达·斯旺將在片中飾演伊丽莎白·泰勒。
迪拉德作為海軍飛行員的兒子，是一個以白人為主的航空社區中孤獨的黑人，覺得自己與該主題有著密切的個人聯繫，他依賴於父親講述的故事。在接受Deadline Hollywood採訪時，表示：「無論是技術上還是社會層面，他們都處理了孤立問題，而且我認為其中有太多的片段最終成為了本片的DNA。」迪拉德的父親也參觀了片場並擔任電影的技術顧問，而對本片的貢獻在片尾的一張單獨的字卡上獲得署名。
鮑威爾在原作2015年出版時閱讀了該書，將其帶給黑标传媒的莫莉·史密斯選擇，並在托馬斯·哈德納2017年去世前不久去拜訪了本人。他對房子周圍傑西·布朗的照片和紀念品感到震驚：「我看到了他身上的重擔，這不是在慶祝，而是不斷提醒他失去的朋友，我得在這個角色中承擔這份重擔。」
《決戰38度線》2021年2月4日在喬治亞州薩凡納展開主要拍攝。劇組2021年3月17日至4月13日在南卡羅來納州查爾斯頓、華盛頓州韋納奇、喬治亞州斯泰茨伯勒以及斯泰茨伯勒-布洛克縣機場進行拍攝。
迪拉德決心盡可能使用真實的飛機來打造實體特效，包括幾架F4U海盜式戰鬥機、一架A-1攻擊機、兩架F8F熊貓戰鬥機、僅存一架可飛行的塞考斯基S-52直升機和一架米格-15战斗机。迪拉德聘請了凱文·拉羅薩（Kevin LaRosa）擔任航空動作設計員，後者也在同年發行的《捍衛戰士：獨行俠》編排飛行戲。一架經過改裝的L-39信天翁教練機被用於空對空攝影機載具。演員駕駛駕駛艙的內部鏡頭使用霍克海怒战斗机製作，其後座被改裝成駕駛艙，飛機的可見部分塗成VF-32 ，讓演員得以在實際空中機動期間模擬駕駛飛機。

## 發行
《決戰38度線》2022年9月12日多倫多國際影展在安大略的球状影院上舉行全球首映，2022年10月19日作為的開幕夜電影。2022年10月22日在第58屆芝加哥國際影展上舉行美國首映。電影2022年11月23日在美國院線上映。此前美國原定2022年10月14日有限上映，2022年10月28日才擴大上映。

## 反響
《決戰38度線》在爛番茄網站上根據103篇評論而持有81%的新鮮度，平均評分為6.7／10。共識評論：「《決戰38度線》是一部直截了當的傳記片，在講述真實歷史的同時帶來了具有影響力的戲劇效果，由才華橫溢的演員的出色表演昇華。」Metacritic則根據29位影評人而給出66分，代表「普遍好評」。
Screen Rant網站的馬修·克雷思（Matthew Creith）在評論中寫道：「風格化且富有文化修養的《決戰38度線》在最意想不到的時候爆發，由強納森·梅傑斯和格倫·鮑威爾領銜的傑出演員陣容更賦予了生命。」

## 外部連結
- 官方网站
- 互联网电影数据库（IMDb）上《決戰38度線》的资料（英文）
- AllMovie上《決戰38度線》的资料（英文）